# Muhammad Ali (Boxer, 1996)
Muhammad Ali (* 20. Juni 1996 in Bury) ist ein englischer Boxer im Fliegengewicht.

## Karriere
Er wurde Britischer Schülermeister 2009, Britischer Juniorenmeister 2011 und 2012, Britischer Jugendmeister 2013 und 2014, sowie Britischer Meister 2015. Zudem gewann er die Englischen Juniorenmeisterschaften 2012, die Englischen Jugendmeisterschaften 2013 und 2014, sowie die Englischen Meisterschaften 2015. Er nahm an den Schüler-Europameisterschaften 2009 und den Junioren-Europameisterschaften 2012 teil, wo er jedoch medaillenlos blieb.
Bei den Jugend-Weltmeisterschaften 2014 in Sofia gewann er dann nach guter Vorstellung die Silbermedaille. Er hatte sich gegen Franklin Gonzalez aus Venezuela (3:0), Sebastijan Šaćiri aus Serbien (3:0), Tu Po-Wei aus Taiwan (3:0), Schermen Nischimirimana aus der Ukraine (3:0) und Masud Jusifsada aus Aserbaidschan (3:0) ins Finale vorgekämpft, wo er dem US-Amerikaner Shakur Stevenson unterlag (0:3).
Er war daraufhin für die Olympischen Jugend-Sommerspiele 2014 in Nanjing qualifiziert. Durch einen erneuten Sieg gegen Masud Jusifsada (2:1) zog er ins Halbfinale ein, wo er wieder gegen Shakur Stevenson (0:3) ausschied. Beim Kampf um die Bronzemedaille schlug er dann noch den Inder Gaurav Solanki (3:0).
Bei den Jugend-Europameisterschaften 2014 in Zagreb gelang ihm dann der Gewinn der Goldmedaille. Er schlug dabei im Finalkampf den Bulgaren Daniel Assenow (2:1), nachdem er zuvor den Ungar Sándor Tar (T.K.o), den Russen Lewan Chasaja (3:0) und den Ukrainer Nikita Charuta (T.K.o) besiegt hatte.
Bei den Europaspielen 2015 in Baku boxte er bereits in der Elite-Klasse und schlug Alexander Riscan aus Moldawien (3:0), unterlag jedoch im Achtelfinalkampf gegen den Italiener Vincenzo Picardi (0:3). Erfolgreicher waren dagegen die Europameisterschaften 2015 in Samokow, als er gegen Alexander Riscan (3:0), Koryun Soghomonyan aus Armenien (3:0) und Kelvin de la Nieve aus Spanien (3:0) ins Finale einzog. Beim Kampf um die Goldmedaille unterlag er jedoch diesmal Daniel Assenow (0:3).
Im Oktober 2015 startete er noch bei den Weltmeisterschaften in Doha. Diesmal gelang ihm ein Achtelfinalsieg gegen Vincenzo Picardi (2:1), ehe er im Viertelfinale gegen Elvin Məmişzadə aus Aserbaidschan unterlag (T.K.o.).
Er war Teilnehmer der Olympischen Spiele 2016 in Rio de Janeiro, nachdem er das europäische Qualifikationsturnier in Samsun gewinnen konnte. Er hatte sich dabei gegen Nándor Csóka aus Ungarn, Igor Sopinskije aus der Ukraine, Daniel Assenow aus Bulgarien und Narek Abgaryan aus Armenien durchgesetzt. Bei den Spielen selbst schied er im Achtelfinale gegen Yoel Finol aus.

## Doping
Im April 2017 wurde Ali bei der World Series of Boxing in Marokko positiv auf das verbotene Steroid Trenbolon getestet und daraufhin vom Weltverband AIBA mit sofortiger Wirkung von Wettkämpfen suspendiert. Im Februar 2018 verhängte der Weltverband eine zweijährige Wettkampfsperre.